# PlayStation Vita
A PlayStation Vita (プレイステーション・ヴィータ; Hepburn: Pureisutēshon Vīta; hivatalos rövidítés szerint PSVita) a Sony Computer Entertainment második kézikonzolja. A készülék a PlayStation Portable utódja, a PlayStation márkanév tagja. 2011. december 17-én jelent meg Japánban és Ázsia egyes területein, 2012. február 22-én Európában, Észak-Amerikában és Szingapúrban, és 2012. február 23-án Ausztráliában. Elsősorban a Nintendo 3DS-szel kell versenybe szállnia, a videójátékok nyolcadik generációjában.
2012. február 15-én, egy héttel a tervezett megjelenés előtt Észak-Amerikában piacra dobtak egy limitált példányszámú sorozatot, amely a készülék 3G-s változatából (Kanadában a Wi-Fisből), a Little Deviants című játékból, egy limitált hordtáskából és 4 GiB-os memóriakártyából állt. A készüléken két analóg kar, egy 5 hüvelyk (130 mm) OLED multi-touch kapacitív érintőképernyő található, támogatja a Bluetooth, a Wi-Fi és opcionálisan a 3G szabványokat. A Vitát egy négymagos ARM Cortex-A9 MPCore processzor és egy szintén négymagos SGX543MP4+ GPU hajtja meg, első számú kezelőfelülete a LiveArea, amely az XrossMediaBart váltotta.